# Epallage longipes
Epallage longipes là một loài thực vật có hoa trong họ Cúc. Loài này được (Comm. ex Cass.) Humbert mô tả khoa học đầu tiên năm 1962.